# Maria Goutier-de Smet
Maria Goutier-de Smet (Deinze, 8 september 1810 – Gent, 3 december 1886) was een Belgisch schrijfster en onderwijzeres.

## Levensloop
Goutier (geboren de Smet) begon in 1832 haar carrière in het onderwijs, waarna zij in 1844 hoofdonderwijzeres werd in Gent. In 1864 werd zij bestuurster van een weeshuis voor meisjes in Gent, een gemeenteschool en een bewaarschool.
Tijdens haar periode in het onderwijs schreef zij tevens een zeer uitgebreid oeuvre bij elkaar, waaronder novellen, gedichten en boeken voor kinderen. Haar bekendste werk is Kleine Diergaarde voor kinderen (1877).
Johanna Courtmans-Berchmans schreef in de later gepubliceerde brieven aan haar zoon Emile over het overlijden van Goutier: "Lieve Emile Madame Goutier is dezen morgen te Evergem begraven, haar overlyden heeft my diep geschokt. Ik ben nu veruit de oudste der Vlaamsche letterkundigen...".

## Publicaties
- Over de welvoeglykheid (1857)
- Drie Verhalen (1864)
- De kleine Kinderschouwburg of verzameling van tooneelstukjes, bijzonder geschikt voor meisjesscholen (1876)
- Twee Zusters (1876)
- Kleine Diergaarde voor kinderen (1877)
- Hendriks lichtzinnigheid (1877)
- Van alles wat, leesboek voor de jeugd (1877)
- Eenige bladzijden over Midden-Afrika en zijne bewoners, of beekjes worden stroomen (1877)
- De Honden, of samenspraken en bijzonderheden over den waterhond, den doghond, den schapershond, den Alpischen hond, den jachthond, den trekhond, den Siberischen hond, den Nieuwlander en den geleerden hond (1877)
- De Aap, of de kleine stedelingen in vacantie (1877)
- De Bij (1887)
- De Beer (1877)
- Het Varken (1877)
- De Hoenders (1877)
- Het Huisgezin Scoonejans of tafereelen van orde en wanorde, spaarzaamheid en verspilzucht (1877)
- De Verwarring, of jongen en meisje, blijspel in twee bedrijven, gevolgd van het Feest in de School (1879)
- Twee Huishoudens
- Marietje, gevolgd door de gravin de Lalaing
- Het naarstige Meisje, blijspel met zang in éen bedrijf, gevolgd van de Tooverlantaarn
- De kleine Bedelares
- Blijft eenvoudig en oprecht
- De blinde Grootmoeder
- Meisjes kleed u niet boven uwen stand
- Leve de Koning!
- Het verheugde Meisje
- Een uitstapje naar Spa, blijspel met zang in twee bedrijven, gevolgd van: De verdeelde Pachthoeve en Misstap en berouw
- De Luim (1882)